# Amt Hallenberg (Kreis Brilon)
Das Amt Hallenberg war ein Amt im Kreis Brilon, das der preußische Staat im 19. Jahrhundert im Zusammenhang mit kommunalen Reformen einrichtete. Das Amt ging nach dem Beitritt der Titularstadt Hallenberg 1867 aus dem Amt Liesen hervor und bestand unter dem neuen Namen bis zum Jahr 1975. In diesem Jahr wurde es zum größten Teil in die vergrößerte Stadt Hallenberg überführt.

## Geschichte
Aus den Schultheißbezirken Braunshausen, Hallenberg, Hesborn, Liesen und Züschen wurde 1826 im Kreis Brilon die Bürgermeisterei Hallenberg gebildet. Nachdem die Stadt Hallenberg 1838 die „Preußische Revidierte Städteordnung“ erhalten hatte und aus der Bürgermeisterei Hallenberg ausgeschieden war, wurde aus den übriggebliebenen vier Gemeinden die Landbürgermeisterei Hallenberg gebildet.
Im Rahmen der Einführung der Landgemeindeordnung von 1841 für die Provinz Westfalen wurde 1844 aus der Landbürgermeisterei Hallenberg das Amt Liesen gebildet, benannt nach einer seiner Gemeinden. Die Stadt Hallenberg blieb zunächst amtsfrei.
1867 wurde die Stadt Hallenberg zu einer Titularstadt herabgestuft, was bedeutete, dass sie nach der Landgemeindeordnung und nicht mehr nach der Städteordnung verwaltet wurde. Sie wurde dem Amt Liesen angeschlossen, das seitdem Amt Hallenberg hieß.
Das Amt umfasste seitdem die Gemeinden Braunshausen, Hallenberg, Hesborn, Liesen und Züschen.
Im Jahr 1864 hatte es 3446 Einwohner. Bis 1939 stieg die Zahl auf 4306. Durch den Flüchtlingsstrom nach 1945 wuchs sie bis 1950 auf 5973. Elf Jahre später (1961) war die Einwohnerzahl wieder bis auf 5853 gesunken. Fünf Jahre später, 1966, hatte das Amt Hallenberg bei einer Fläche von 88,06 km² eine Einwohnerzahl von 6299. 1961 arbeiteten hier 2930 Erwerbspersonen, von denen 36,5 % in Land- und Forstwirtschaft, 41,5 % im produzierenden Gewerbe und der Rest in sonstigen Berufen beschäftigt war. 1961 bekannten sich 5150 als Katholiken und 690 als evangelische Christen.
Das Amt Hallenberg wurde durch das Sauerland/Paderborn-Gesetz zum 1. Januar 1975 aufgelöst. Seine Gemeinden wurden in die vergrößerte Stadt Hallenberg überführt, nur Züschen kam zur Stadt Winterberg.